# Trichoscelia tobari
Trichoscelia tobari is een insect uit de familie van de Mantispidae, die tot de orde netvleugeligen (Neuroptera) behoort. 
Trichoscelia tobari is voor het eerst wetenschappelijk beschreven door Navás in 1914.